# Gornji Bunibrod
Gornji Bunibrod je naselje u gradu Leskovcu, Jablanički upravni okrug, Srbija. Prema popisu iz 2022. godine u Gornjem Bunibrodu je živjelo 646 stanovnika.

## Poznate ličnosti
- Milica Pavlović, srbijanska pjevačica